# Oxford Mountain (New Jersey)
Mit Oxford Mountain (auch bekannt als West Oxford Mountain Natural Resource Area) wird ein Naturschutzgebiet am südlichen Stadtrand von Oxford im Warren County im Westen des US-Bundesstaates New Jersey bezeichnet. Es nimmt einen Teil des gleichnamigen Berges als Schutzgebiet ein. An der nordöstlichen Grenze des Gebietes verläuft die New Jersey Route 31, südwestlich davon die Mine Hill Road. Das Gebiet hat einen niedrigen Schutzstatus und dient als Naherholungsgebiet der Kleinstadt. Es wird gerne von Natur- und Vogelbeobachtern, Wanderern und Hobby-Fotografen in Anspruch genommen.
Auf dem Gelände befand sich kurzzeitig im 19. Jahrhundert die Stanleymine – eine wenig profitable Eisenerzmine, die trotzdem Teil der Bergbaugeschichte der Region ist. In den Wäldern findet man noch immer Spuren dieser Ära: beispielsweise Grubenbahnschienen oder hölzerne Gießwannen. Die Mine ging 1868 in Betrieb und schloss noch im selben Jahr.
Bei der Errichtung der Mine wurde das benötigte Bau- und Grubenholz gleich vor Ort eingeschlagen; die Landschaft wurde durch diesen Eingriff in Mitleidenschaft gezogen. Ein Forstprojekt ermöglichte die schrittweise Wiederaufforstung des Oxford Mountain mit Laubbäumen.
Die Gebietsfläche des Parks umfasst 68,7 Hektar. Die Höhe über dem Meeresspiegel beträgt 291 Meter.